# Curtara complexa
Curtara complexa är en insektsart som beskrevs av Delong och Freytag 1976. Curtara complexa ingår i släktet Curtara och familjen dvärgstritar. Inga underarter finns listade i Catalogue of Life.